# Menars

Menars este o comună în departamentul Loir-et-Cher, Franța. În 1 ianuarie 2022 avea o populație de 620 de locuitori.